# دوغ جونز (ملاكم)
دوغ جونز (بالإنجليزية: Doug Jones)‏ (27 فبراير 1937 بنيويورك في الولايات المتحدة - 14 نوفمبر 2017) هو ملاكم أمريكي.

## إحصائيات
خاض خلال مسيرته 41 نزالا، فاز في 30 وتعادل في 1 وخسر في 10. فاز بالضربة القاضية في 20 نزالا.

## روابط خارجية
- دوغ جونز على موقع بوكس ريك (الإنجليزية) (registration required)